# فيكتوريا مالوري
فيكتوريا مالوري (بالإنجليزية: Victoria Mallory)‏ هي مغنية وممثلة أمريكية، ولدت في 20 سبتمبر 1949 في فرجينيا في الولايات المتحدة، وتوفيت في 30 أغسطس 2014 بسبب سرطان البنكرياس.

## وصلات خارجية
- الموقع الرسمي
- فيكتوريا مالوري على موقع IMDb (الإنجليزية)
- فيكتوريا مالوري على موقع ميوزك برينز (الإنجليزية)
- فيكتوريا مالوري على موقع قاعدة بيانات برودواي على الإنترنت (الإنجليزية)